# Son ar chistr
Son ar chistr ("La canción de la sidra" en bretón, originalmente "Ev Chistr ta Laou!") es una canción popular de Bretaña, cuya letra en bretón fue escrita en 1929 por dos adolescentes de Morbihan, Jean Bernard y Jean-Marie Prima. La melodía se hizo conocida a través de la interpretación del cantante bretón Alan Stivell en los años setenta y de la banda neerlandesa Bots con el nombre "Zeven dagen lang". 

## Uso
La canción es aún interpretada por grupos populares alrededor del mundo y ha sido traducida a múltiples idiomas. Aunque muchos grupos mantienen el motivo popular, las letras varían a veces respecto a la original. Las versiones más famosas son, en orden cronológico:
- Alan Stivell — Son Ar Chistr (1970)
- Bots — Zeven dagen lang (1976)
- Frida Boccara — La Mariée (1976)
- Oktoberklub — Was wollen wir trinken (1977)
- Bots — Sieben Tage lang (1980)
- Angelo Branduardi — Gulliver (1980)
- The Chieftains — Ev Chistr 'Ta, Laou! (1987)
- Rabauken — Was wollen wir trinken (1995)
- De Höhner — Was wollen wir trinken sieben Tage lang (1995)
- The Pitcher — Drink (1995)
- Rapalje — Wat zullen we drinken (1998)
- Scooter — How Much is the Fish? (1998), (2006)
- Александр Пушной — Почём Камбала? (1999)
- Non Servium — Seguimos siendo (1999)
- Onkel Tom Angelripper — Medley Aus 6 Liedern (1999)
- Mervent — Ev Sistr (2001)
- Bullig — Was Sollen Wir Trinken (2001)
- Luar Na Lubre — Espiral (2002)
- Blackmore’s Night — All For One (2003)
- Gigi & Die Braunen Stadtmusikanten (Daniel Giese) — Was wollen wir singen (2004)
- Adorned Brood — 7 Tage Lang (2006)
- Dick O'Brass — Son ar Christ (2006)
- Ray Fisher, Martin Carthy - Willie's Lady (2006)
- The Highstreet Allstars — Rock That Beat (2007)
- Mickie Krause — Jan Pillemann Otze (2008)
- K.I.Z. — Was kostet der Fisch (2009)
- Leshak/Лешак — Was wollen wir trinken (2009)
- Gens Goliae —  La sidra (2010)
- Meldis — Son ar Sistr (2010)
- Молот — Вперёд, Товарищ! (2010)
- Tikkey A. Shelyen — Во славу сидра (2011)
- Tom Angelripper  (Sodom) — Was wollen wir trinken (2011)
- Basslovers United —  Drunken (2012)
- Джек и Тень — Ev Sistr (2012)
- Hakka Muggies — Den už končí (2012)
- F.R.A.M. — Ev Sistr (2013)
- Tony Junior — Twerk Anthem (2013)
- TheEWYFSFridge — I used to love her (2014)
- Marc Korn — 6 Pounds (2016)
- Gwennyn — Avalon (2016), Breizh eo ma bro! (2017)
- Eluveitie — Lvgvs (2017)
- DArtagnan — Was wollen wir trinken (2017)
- Sefa, MC Focus - Wat Zullen We Drinken  (2018)
- Marc Korn, Jaycee Madoxx — Miracle (2019)
- Dimitri Vegas & Like Mike — The Chase (2020)

- Datos: Q4038376